# Гизи, Грегор
Гре́гор Флориан Ги́зи (нем. Gregor Florian Gysi; род. 16 января 1948, Берлин) — немецкий левый политический деятель. На протяжении 20 лет с небольшими перерывами избирается депутатом бундестага от левых партий. Известен публичными выступлениями с критикой политики стран Запада, в первую очередь США.
Начав политическую карьеру в конце 1960-х годов в качестве ортодоксального члена правящей в ГДР партии СЕПГ, юрист и адвокат Гизи в конце 1980-х годов примкнул к демократическому протестному движению, а в 1990 году, уже в составе объединённой Германии, стал лидером Партии демократического социализма, на протяжении 10 лет возглавлял её парламентскую фракцию в бундестаге. С 2007 года является одним из лидеров партии и парламентской фракции «Левой». За всю карьеру ни разу не проигрывал выборов в бундестаг. Deutsche Welle характеризует Гизи как непотопляемого харизматичного политика и публициста, обладающего ораторским даром, к которому даже критики относятся с симпатией. По оценке ВГТРК, Гизи — одна из самых примечательных фигур в немецкой политике.

## Происхождение
Отец Грегора Клаус Гизи родился в еврейской семье и был известным общественным и политическим деятелем ГДР, в частности занимал посты министра культуры и председателя совета по церковным делам при Совете министров ГДР, был послом в Ватикане. Мать Грегора Гизи — Ирене Гизи (урождён. Лессинг) родилась в Санкт-Петербурге в семье коммерсанта и переселилась с родителями в Германию после окончания Первой мировой войны. Родной брат матери Грегора Гизи Готфрид Лессинг в 1945—1949 годы состоял в браке с известной британской писательницей, лауреатом Нобелевской премии по литературе Дорис Лессинг, поэтому Грегор Гизи приходится писательнице племянником.
Сестра Габриэла бежала из ГДР в 1985 году, в настоящее время — главный режиссёр театра Фольксбюне в Берлине.

## Юридическая карьера
Грегор Гизи окончил юридический факультет Берлинского университета в 1970 году. С 1971 года являлся практикующим адвокатом. Среди его клиентов были диссиденты, критиковавшие государственный строй ГДР (например, Роберт Хавеман и Рудольф Баро).

## Политическая карьера в ГДР

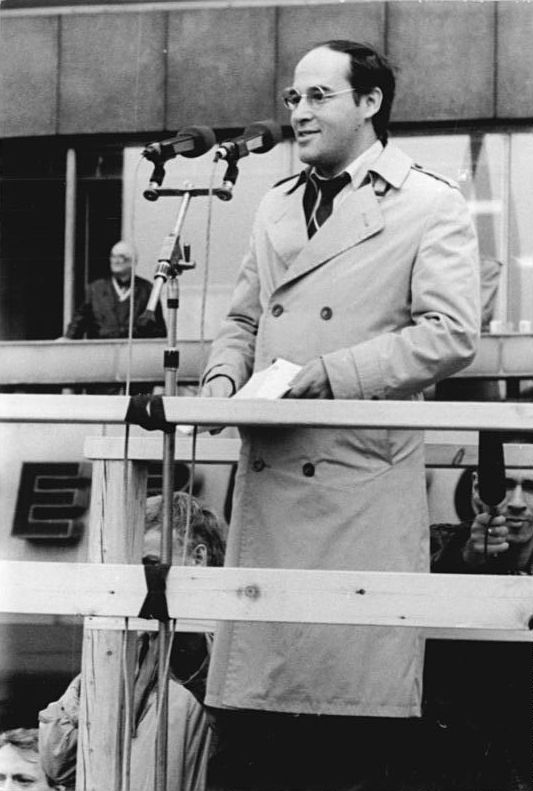
Грегор Гизи в 1989 году

Грегор Гизи являлся членом СЕПГ с 1967 года. В конце 1980-х годов присоединился к протестному движению в ГДР, требовавшему либерализации режима по примеру перестройки, происходившей в СССР.
В 1990 году Гизи был избран председателем реформированной СЕПГ, названной вначале Социалистическая единая партия Германии — Партия демократического социализма, а позже переименованной в Партию демократического социализма. С марта 1990 года был членом Народной палаты ГДР.
В качестве лидера СЕПГ — ПДС Гизи неоднократно встречался и вёл переговоры с Михаилом Горбачёвым. Впоследствии Гизи вспоминал, что Горбачёв настаивал на общеевропейском доме, одновременном роспуске НАТО и Организации Варшавского договора, европейской концепции совместной безопасности с СССР, однако всё это было отклонено со стороны НАТО. При объединении Германии, вспоминал Гизи, госсекретарь США Бейкер и министр иностранных дел ФРГ Геншер, а также другие министры иностранных дел стран Запада заверили Горбачёва в том, что НАТО не будет расширяться на Восток. Однако это обещание, констатировал Гизи, было нарушено, и «НАТО осуществило резкий рывок в сторону России».
Имя Гизи упоминалось в связи с одной из самых известных махинаций по выводу денег СЕПГ за границу. Операция называлась «сделка „Путник“». Президиум партии летом 1990 года принял решение вывести деньги из страны с помощью Москвы, и после консультаций с КПСС средства СЕПГ в современном эквиваленте 53,5 млн евро были перечислены на иностранные счета как в ГДР, так и за границей, в Норвегии и Нидерландах. Однако операция потерпела неудачу из-за того, что у банков-получателей возникли сомнения в легальности происхождения крупных сумм. Средства были заблокированы, а банки обратились к уголовной полиции, которая в октябре 1990 года, через две недели после официального объединения Германии, начала расследование. Функционеры партии энергично протестовали против следствия, а тогдашний лидер СЕПГ — ПДС Гизи летал в Москву и на встрече с Горбачёвым настаивал там, чтобы КПСС подтвердила легенду с «Путником». Однако замять скандал было уже невозможно. После возвращения в Германию Гизи и его коллеги по руководству партии решили, что ответственность за историю с липовыми долгами должны взять на себя исполнители. Тем не менее в 1993 году суд оправдал этих лиц, поскольку они действовали с ведома партии и без личной заинтересованности, а Гизи таким образом вышел сухим из воды. Подобных финансовых операций было ещё несколько.

## Политическая карьера в объединённой Германии
На всеобщих парламентских выборах в первый бундестаг объединённой Германии, прошедших 16 октября 1994 года, был избран в состав парламента в числе тридцати избранных от ПДС депутатов. В 1998 году Гизи покинул пост председателя партии, оставаясь в 1998—2000 годах лидером её парламентской фракции, будучи вновь избранным в парламент и на выборах 27 сентября 1998 года. Отставка с поста председателя партии была вызвана скандалом, связанным с обнародованием материалов о сотрудничестве Гизи со Штази. Утверждалось, что Гизи действовал под псевдонимами Грегор и Нотариус и сообщал органам персональную информацию о противниках режима, среди которых были подзащитные и доверители адвоката Гизи. Политика подозревали также в отмывании и сокрытии денег бывшей правящей партии ГДР — СЕПГ. Сам Гизи все обвинения категорически отверг и утверждал, что документальных доказательств этого не существует.
После того как по результатам муниципальных выборов в Берлине к власти пришла коалиция ПДС и СДПГ, Гизи занял пост вице-бургомистра и сенатора (члена муниципального правительства) по вопросам экономики, труда и делам женщин в правительстве Клауса Воверайта. Однако, оказавшись в центре скандала, вызванного использованием в личных целях Гизи «бонусных миль», накопленных за время полётов по служебным командировкам, которые можно использовать только для полётов по служебным надобностям, 31 июля 2002 года он вынужден был подать в отставку.
В мае 2005 года после объявления Герхардом Шрёдером досрочных выборов Гизи, оправившись от болезни, вернулся в большую политику и стал одним из фронтменов предвыборной кампании Партии демократического социализма и участником объединения части левого спектра германской политики в единую партию, названную «Левая партия. ПДС». Партия достигла немалого успеха на федеральном уровне, и позже на земельных выборах.
После того как 16 июля 2007 года состоялось объединение левых сил Германии в партию «Левые», Гизи стал одним из её лидеров и сопредседателем её парламентской фракции.
В феврале 2013 года перед парламентскими выборами прокуратура Германии вновь начала расследование предполагаемого сотрудничества Гизи со Штази во времена ГДР. Заявление на Гизи, по информации Welt am Sonntag, было подано со стороны неназванного судьи. Социалист, как и прежде, всё невозмутимо отрицал, объясняя расследование спекулятивными попытками дискредитировать его перед избирателями. Вскоре из-за отсутствия значимых доказательств (суды приняли во внимание, что подписи Гизи под документами так и не были обнаружены) дело зашло в тупик и было прекращено, а сам Гизи в очередной раз напрямую от Берлинского избирательного округа № 84 Трептов-Кёпеник успешно избрался в бундестаг, где был одним из лидеров левой фракции, имевшей 10 % мест в бундестаге.

## Политические взгляды
Грегор Гизи известен как сторонник социального государства, скептически воспринимает либеральную экономическую модель, блоковое мышление и евроатлантизм. Гизи с симпатией относится к России. Выступает за тесные политические, экономические и общественные связи с Россией, предостерегает правительство Меркель от следования в американском фарватере, а страны Запада — от санкций, поскольку изоляция России, по мнению Гизи, приведёт к потере влияния на неё со стороны западного мира.
Deutsche Welle указывает на его талант «блистательного оратора и полемиста, способного одним острым словцом „срезать“ любого оппонента», связывает ораторский дар Гизи, а также бывшего социал-демократа Оскара Лафонтена, с регулярными успехами левых на выборах в Германии. «Независимая газета» отмечает, что сильный политик Гизи популярен как остроумный оратор не только в левых кругах, а попытки его преследования связывает прежде всего не с правовыми, а с политическими моментами — с опасениями правящих кругов из-за возможного усиления в бундестаге коалиции социал-демократов и «зелёных» при поддержке Левой партии.
В сентябре 2011 года, во время визита папы римского Бенедикта XVI в бундестаг, Гизи удерживал парламентских левых, которых в Германии из поколения в поколение отличают антиклерикальные настроения, от бурных проявлений протеста, убедил половину членов своей фракции отсутствовать во время выступления первоиерарха, а позднее даже использовал пассажи из речи понтифика в интересах своей партии.
18 ноября 2013 года Гизи в бундестаге критиковал американские и британские спецслужбы, использующие интернет-технологии для шпионской деятельности по всему миру, требовал за прослушку телефона канцлера и граждан Германии объявить сотрудников американского и британского посольств в Берлине персонами нон грата, а Эдварду Сноудену за его разоблачения предложил вручить Нобелевскую премию мира.
Гизи не устраивает пребывание воинских соединений НАТО в Германии, «особые интересы» США на немецкой земле, строительство в ФРГ гигантского разведывательного центра ЦРУ. Он требовал активных действий германской контрразведки против «американского шпионажа». В то же время Гизи подчёркивает, что он — не антиамериканист и охотно посещает США.
13 марта 2014 года, в ходе дебатов в бундестаге из-за российской аннексии Крыма, Гизи, единственный из ораторов, критиковал страны Запада за создание прецедента территориального отделения Косово и осудил власти США за поддержку ультраправых активистов на Украине. Ранее Гизи предлагал на роль посредника по крымскому кризису бывшего канцлера ФРГ и друга В. Путина Герхарда Шрёдера.
20 марта 2014 года с трибуны бундестага Гизи указал на двойные стандарты Запада в оценках аннексии Крыма и вопросе о санкциях, а также выразил уверенность, что рано или поздно все правительства признают, что Крым принадлежит России.
11—13 мая 2014 года Гизи посетил Москву и провёл переговоры в МИД РФ и со спикером Госдумы Сергеем Нарышкиным, в ходе которых подчеркнул, что конфликт на Украине невозможно разрешить путём конфронтации, без России никакой безопасности в Европе не может быть, осудил расширение НАТО на Восток, однако назвал аннексия Крыма Россией «аннексией», нарушающей международное право и стоящей в одном ряду с Кипром и Косово. Его прогнозировавшаяся встреча и знакомство с Путиным не состоялись. Журнал «Профиль» характеризовал московскую миссию Гизи как посредническую, пресс-секретарь политика уточнил, что миссия депутата бундестага Гизи согласована с МИД ФРГ, однако осуществлена не по поручению правительства Германии.

## Личная жизнь и увлечения
Грегор Гизи был дважды женат, имеет троих детей. В настоящее время — холостяк; по данным немецкой прессы, пользуется большим успехом у женщин. Он ведёт спортивный образ жизни, увлекается катанием на горных лыжах, ездит на популярные зимние курорты Австрии, Швейцарии и Италии. После перенесённых в конце 2004 года инфаркта и операции на головном мозге по совету врачей бросил курить. Имеет личный аккаунт в Facebook, через который информирует общественность о событиях своей жизни, активно общается с избирателями и всеми желающими.